# Coconut Grove

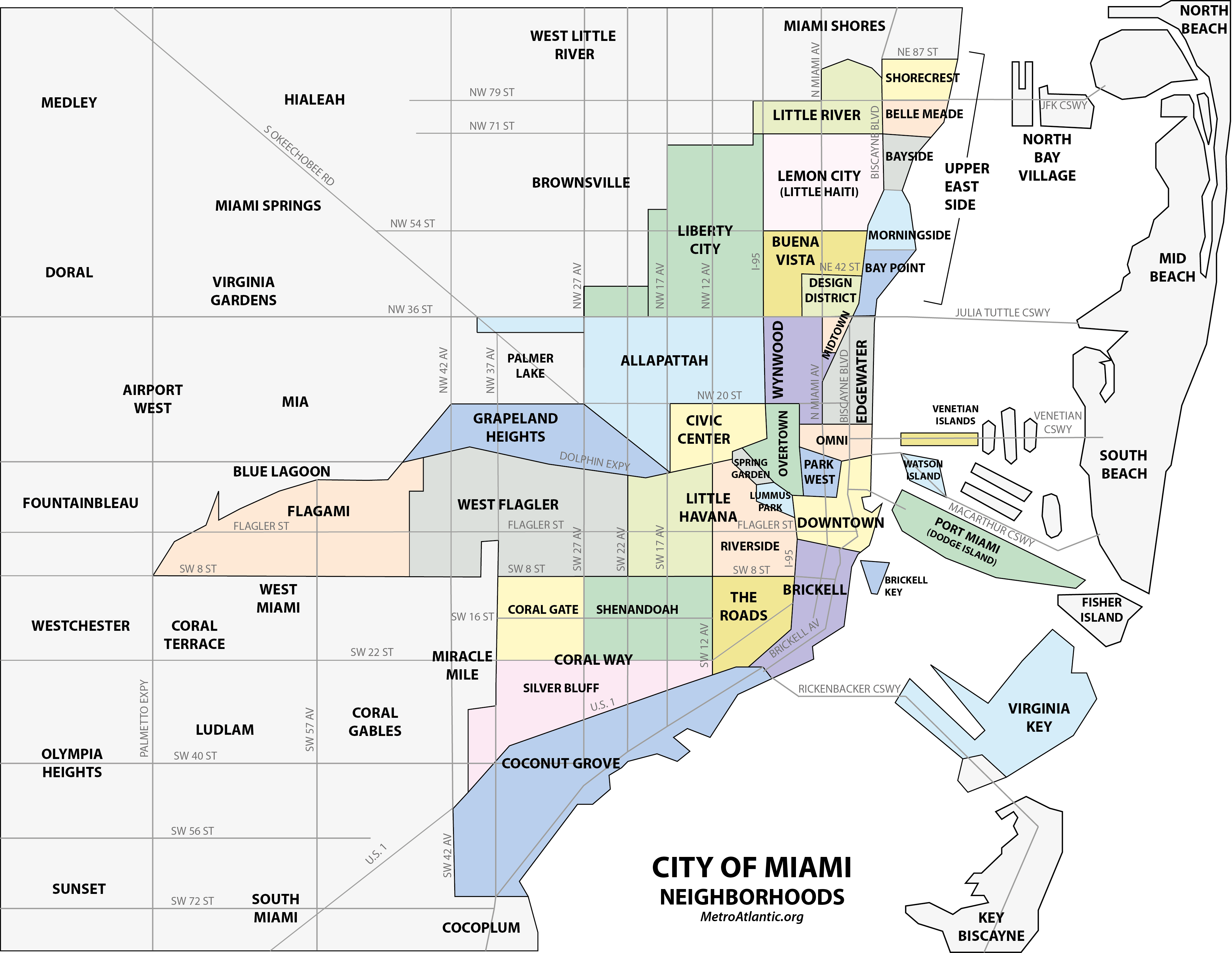
Coconut Grove in Miami

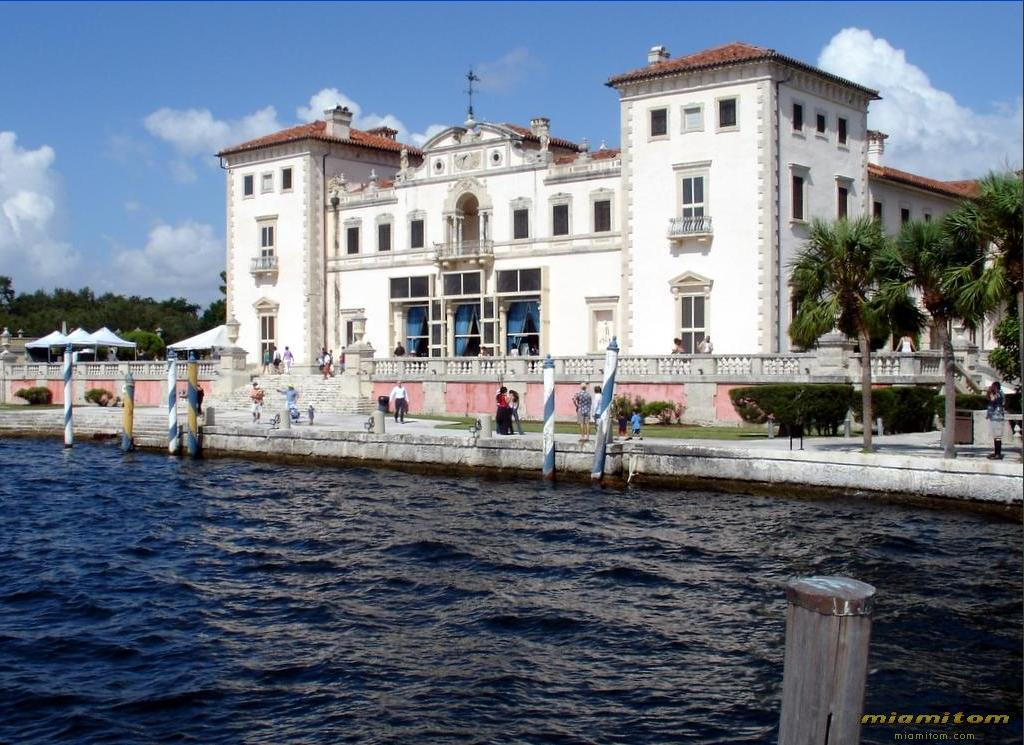
Villa Vizcaya in Coconut Grove, Miami

Coconut Grove ist ein Stadtviertel im Süden der City of Miami im US-Bundesstaat Florida. Coconut Grove erstreckt sich südöstlich der US 1 von der N. Prospect Avenue als südliche Grenze zur Kreuzung von US 1 und Brickell Avenue, der nördlichen Grenze. Die westliche Grenze wird von der Le Jeune Road und die östliche Grenze von der Biscayne Bay gebildet. Coconut Grove galt lange Zeit als das Künstlerviertel von Miami.
In Coconut Grove befinden sich eine Reihe denkmalgeschützter Gebäude, die in das National Register of Historic Places (NRHP) aufgenommen wurden, darunter die Anfang des 20. Jahrhunderts von Clinton MacKenzie und Phillippe Feliz Rebom im Spanish Colonial Revival Style errichtete Plymouth Congregational Church, und die Villa Vizcaya, 1914–1916 erbaut für James Deering (1859–1925), einen der Gründer des modernen Miami. Einige Gebäude auf dem Anwesen der Villa Vizcaya wurden ebenfalls durch den Architekten Clinton MacKenzie (1872–1940) entworfen. Die Villa Vizcaya wurde von den Erben Deerings dem Miami-Dade County gestiftet. Die Behörde betreibt darin heute unter dem Namen Vizcaya Museum and Gardens ein kunsthistorisches Museum mit einem botanischen Garten.
Die Wasserseite von Coconut Grove ist geprägt von mehreren Marinas.

## Geschichte
Coconut Grove, ursprünglich Cocoanut Grove geschrieben und von den Einheimischen kurz „The Grove“ genannt, wurde 1825 gegründet und blieb 100 Jahre lang eigenständig. 1882 eröffneten die Engländer Isabella und Charles Peacock ein erstes Gasthaus/Hotel. Zu dieser Zeit kamen viele schwarze Arbeiter von den Bahamas die in der West Grove einen eigenen kleinen Stadtteil aufbauten. Im heutigen „The Barnacle Historic State Park“ befindet sich das älteste Haus der Stadt Miami. 1925 wurde Coconut Grove in die Stadt Miami eingemeindet. 1927 eröffnete das Coconut Grove Playhouse. Hier fand 1956 die USA-Premiere von Warten auf Godot statt.
In den 1930er und 1940er Jahren war Coconut Grove das Hauptquartier von Pan Am. Hier starteten die Flugboote nach Südamerika. Das Terminal wird heute als City Hall genutzt. Es ist eines der wenigen Gebäude in Coconut Grove im Stil des Art déco. In einem der Hangars fand 1969 ein berühmt-berüchtigtes Konzert der Doors statt.
In den 1960er und 70er Jahren war Coconut Grove eines der Zentren der Hippie-Bewegung.
1990 (Abriss und Neubau 2022) wurde der CocoWalk eröffnet. In diesem Lifestyle Center befinden sich einige bekannte Geschäfte und Restaurants sowie mehrere Kinosäle.
2017 wurden zwei futuristische Wohntürme (Grove at Grand Bay) des dänischen Architekten Bjarke Ingels fertiggestellt. Ein weiteres großes Bauprojekt (Park Grove) wurde von Rem Koolhaas geleitet.
„The Grove“ ist bekannt für seine Einwanderer aus der Karibik und deren Kultur, die sich heute noch in verschiedenen Festivals widerspiegelt.
In Coconut Grove befindet sich das zweistöckige Gebäude des „Coconut Grove Housekeeper’s Club“, des ältesten Clubs für Frauen in Florida. Der Club wurde 1891 von Flora McFarlane gegründet. Besucherinnen kamen per Boot über den Miami River, in einer speziellen Krippe konnten Babys für die Dauer der Feier abgegeben werden.
Ein wichtiges Ereignis ist das „Coconut Grove Arts Festival“, das seit 1964 stattfindet.

## Verkehr
Coconut Grove wird von drei Stationen der Miami-Dade Metrorail bedient (Vizcaya, Coconut Grove, Douglas Road). Ein kostenloser Busservice (Trolley) verbindet Coconut Grove mit der Einkaufsstraße „Miracle Mile“ in Coral Gables sowie Downtown Miami. Coconut Grove gilt als besonders fußgängerfreundlich.
Die meisten Straßen in Coconut Grove entsprechen dem Grid plan vom Miami-Dade County. Die Benennung ist jedoch unterschiedlich. So wird die 48th Street zur Grand Avenue, die 32nd Avenue zur McDonald Street.

## Demografische Daten
In Coconut Grove wohnen 31.000 Menschen. Das durchschnittliche Haushaltseinkommen (2010) beträgt 72.509 Dollar. Es liegt deutlich höher als das der gesamten Stadt Miami (28.506 Dollar). Entlang der Grand Avenue (von der McDonald Street bis zum Dixie Highway) gibt es jedoch eine Gegend, in der ärmlichere Verhältnisse herrschen. Diese „West Grove“ ist schon seit Jahren das Ziel von verschiedenen Versuchen der Stadterneuerung. Seit einiger Zeit findet hier auch eine Gentrifizierung statt.

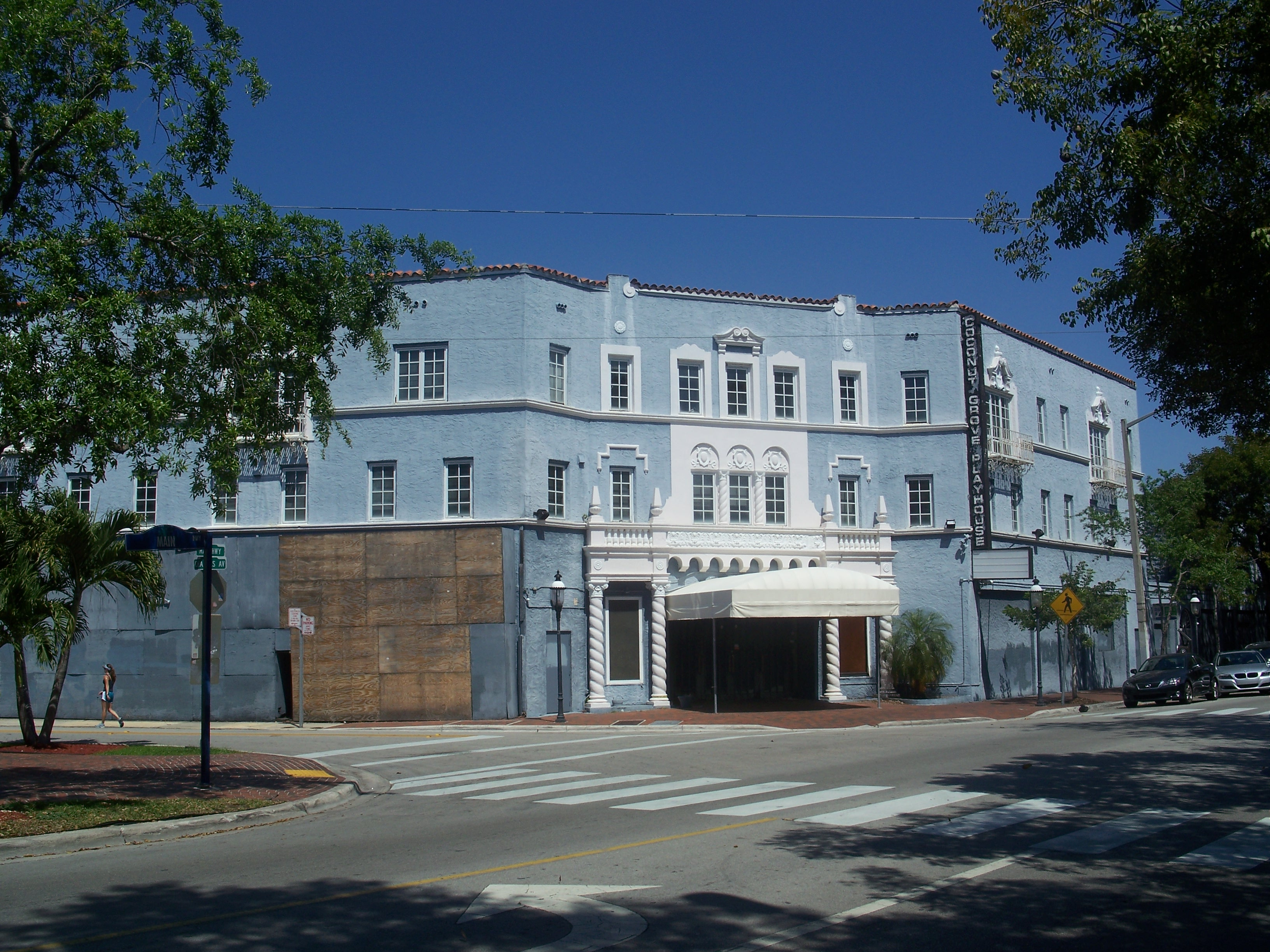
Coconut Grove Playhouse
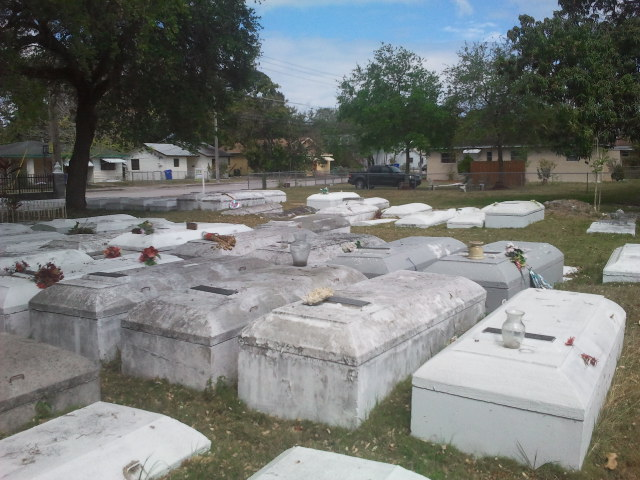
Coconut Grove Friedhof
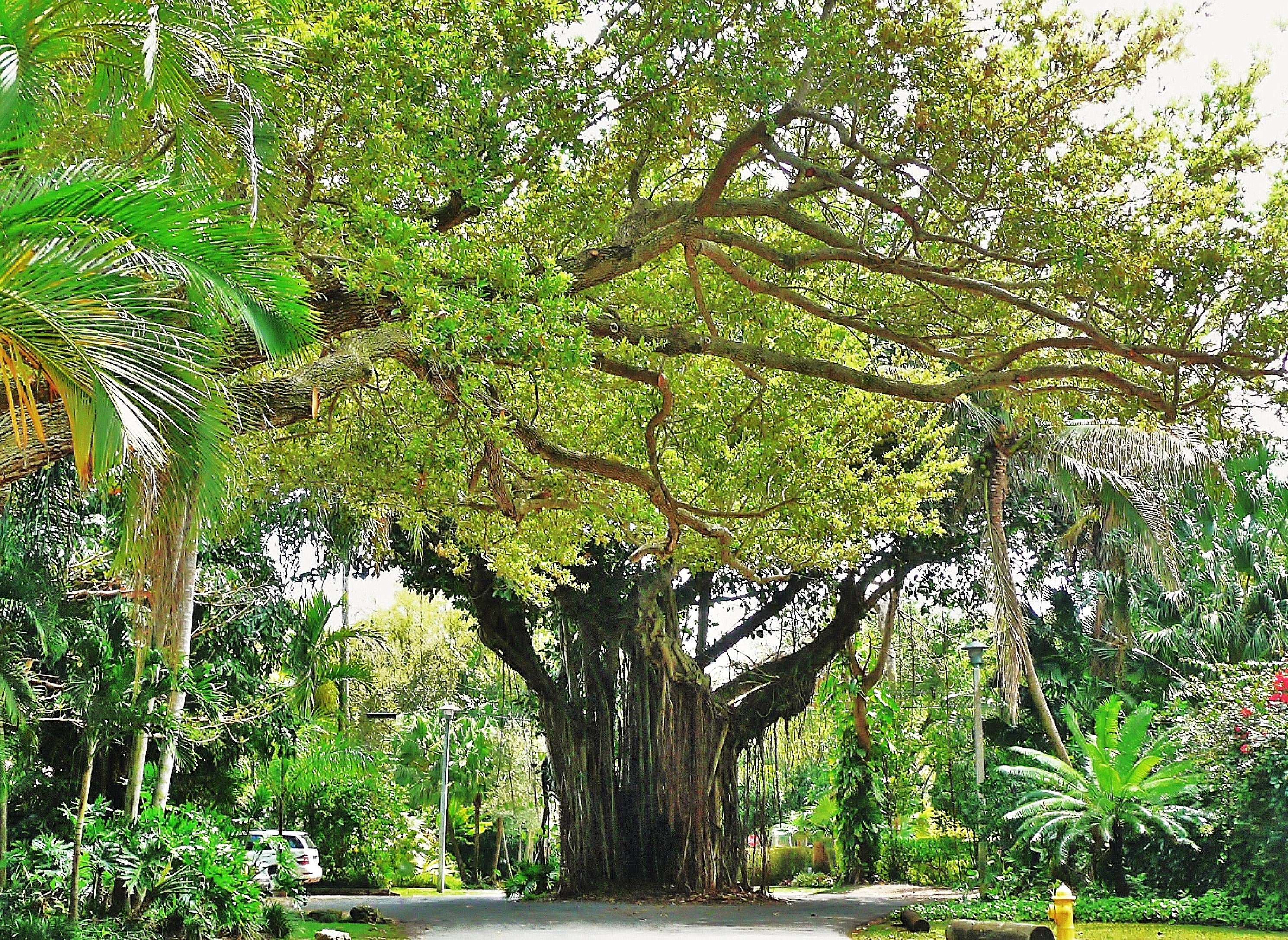
Typische Bäume
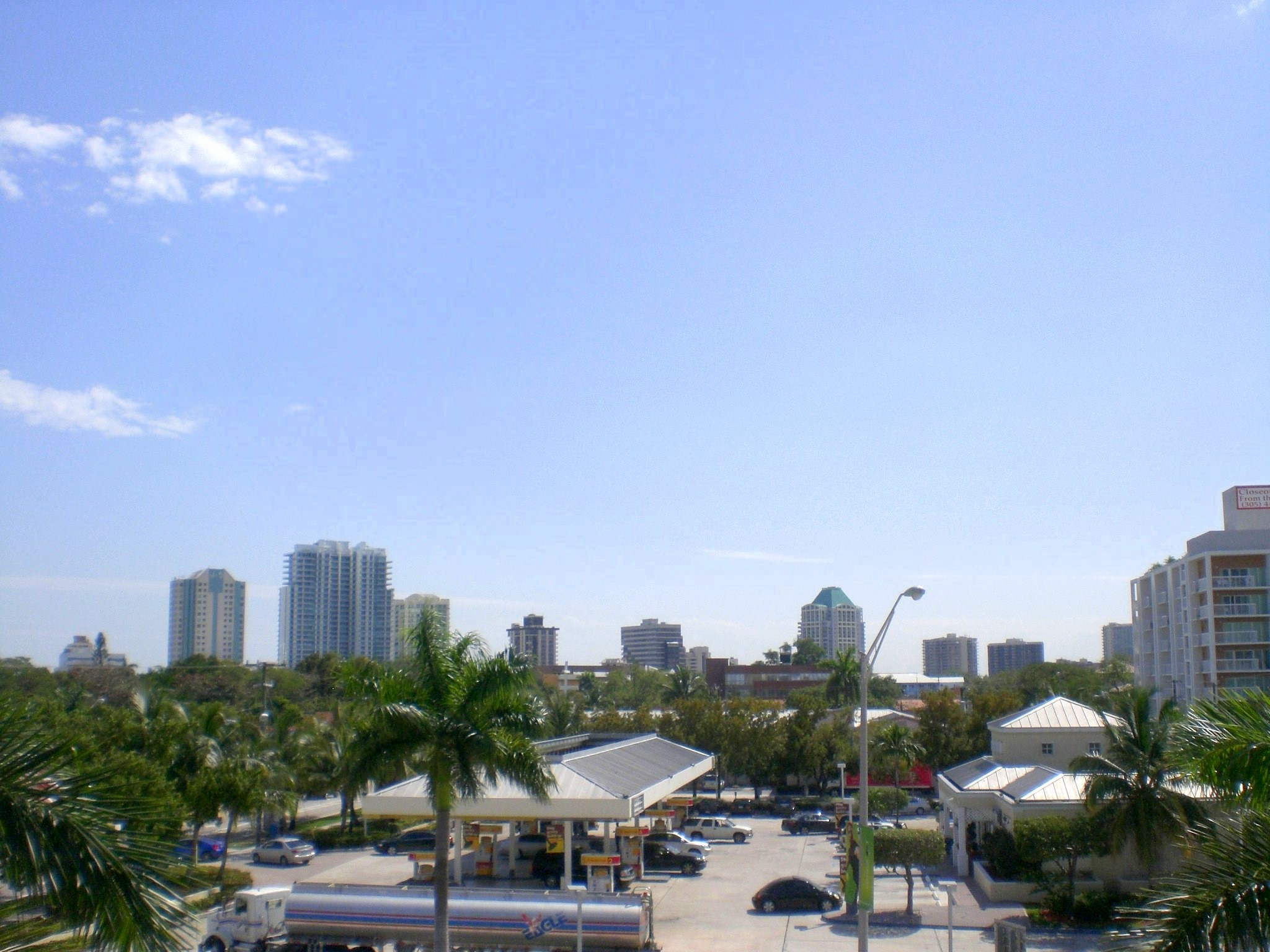
Blick von der Metrorail-Station

## Bekannte Bewohner
- LeBron James, Basketballspieler, Miami Heat (bis 2014)
- Christian Slater, Schauspieler
- Madonna, 1992–2000
- Sylvester Stallone 1993–1999
- Fred Neil Musiker (Everybody’s Talkin’)
- Robert Frost ab 1940 verbrachte der Dichter die Winter in seinem Haus südlich von Coconut Grove
- Martina Navrátilová